# Famille Bol
La famille Bol est une famille de peintres et graveurs des XVe au XVIIe siècle.

## Généalogie d'artistesportant le nom de Bol ou Boel ou boels
Les cases couleur foncée indiquent le statut d'Artiste peintre, sculpteur, graveur, dessinateur, enlumineur, de couleur claire, indiquent les épouses et autres non définis comme artiste.
|  |  |  |  |  |  |  |  |                                                         |                                                         |                                                         |                                                         |                                                         |                                                         |  |  |                                                                          |                                                                          |                                                                          |                                                                          |                                                                          |                                                                          |  |  | Jérôme Bol l'Ancêtre de la dynastie Bol-boel-Boels Peintre des XVe – XVIe siècles |                                                                          |                                                                          |                                                                          |                                                                          |                                                                          |  |  |                                                             |                                                             |                                                             |                                                             |                                                             |                                                             |  |  |                                                                  |                                                                  |                                                                  |                                                                  |                                                                  |                                                                  |  |  |                                                      |                                                      |                                                      |                                                      |                                                      |                                                      |  |  |                                                                   |                                                                   |                                                                   |                                                                   |                                                                   |                                                                   |  |  |  |  |  |  |  |  |  |  |  |  |  |  |  |  |  |  |  |  |  |  |  |  |  |  |
|  |  |  |  |  |  |  |  |                                                         |                                                         |                                                         |                                                         |                                                         |                                                         |  |  |                                                                          |                                                                          |                                                                          |                                                                          |                                                                          |                                                                          |  |  |                                                                                   |                                                                          |                                                                          |                                                                          |                                                                          |                                                                          |  |  |                                                             |                                                             |                                                             |                                                             |                                                             |                                                             |  |  |                                                                  |                                                                  |                                                                  |                                                                  |                                                                  |                                                                  |  |  |                                                      |                                                      |                                                      |                                                      |                                                      |                                                      |  |  |                                                                   |                                                                   |                                                                   |                                                                   |                                                                   |                                                                   |  |  |  |  |  |  |  |  |  |  |  |  |  |  |  |  |  |  |  |  |  |  |  |  |  |  |
|  |  |  |  |  |  |  |  |                                                         |                                                         |                                                         |                                                         |                                                         |                                                         |  |  |                                                                          |                                                                          |                                                                          |                                                                          |                                                                          |                                                                          |  |  |                                                                                   |                                                                          |                                                                          |                                                                          |                                                                          |                                                                          |  |  |                                                             |                                                             |                                                             |                                                             |                                                             |                                                             |  |  |                                                                  |                                                                  |                                                                  |                                                                  |                                                                  |                                                                  |  |  |                                                      |                                                      |                                                      |                                                      |                                                      |                                                      |  |  |                                                                   |                                                                   |                                                                   |                                                                   |                                                                   |                                                                   |  |  |  |  |  |  |  |  |  |  |  |  |  |  |  |  |  |  |  |  |  |  |  |  |  |  |
|  |  |  |  |  |  |  |  |                                                         |                                                         |                                                         |                                                         |                                                         |                                                         |  |  |                                                                          |                                                                          |                                                                          |                                                                          |                                                                          |                                                                          |  |  | Frédéric Boels Père de Gérard Boels activité inconnue XVe – XVIe siècles          | Frédéric Boels Père de Gérard Boels activité inconnue XVe – XVIe siècles | Frédéric Boels Père de Gérard Boels activité inconnue XVe – XVIe siècles | Frédéric Boels Père de Gérard Boels activité inconnue XVe – XVIe siècles | Frédéric Boels Père de Gérard Boels activité inconnue XVe – XVIe siècles | Frédéric Boels Père de Gérard Boels activité inconnue XVe – XVIe siècles |  |  |                                                             |                                                             |                                                             |                                                             |                                                             |                                                             |  |  |                                                                  |                                                                  |                                                                  |                                                                  |                                                                  |                                                                  |  |  |                                                      |                                                      |                                                      |                                                      |                                                      |                                                      |  |  | Louis Boels XVe – XVIe siècles Peintre                            | Louis Boels XVe – XVIe siècles Peintre                            | Louis Boels XVe – XVIe siècles Peintre                            | Louis Boels XVe – XVIe siècles Peintre                            | Louis Boels XVe – XVIe siècles Peintre                            | Louis Boels XVe – XVIe siècles Peintre                            |  |  |  |  |  |  |  |  |  |  |  |  |  |  |  |  |  |  |  |  |  |  |  |  |  |  |
|  |  |  |  |  |  |  |  |                                                         |                                                         |                                                         |                                                         |                                                         |                                                         |  |  |                                                                          |                                                                          |                                                                          |                                                                          |                                                                          |                                                                          |  |  | Frédéric Boels Père de Gérard Boels activité inconnue XVe – XVIe siècles          | Frédéric Boels Père de Gérard Boels activité inconnue XVe – XVIe siècles | Frédéric Boels Père de Gérard Boels activité inconnue XVe – XVIe siècles | Frédéric Boels Père de Gérard Boels activité inconnue XVe – XVIe siècles | Frédéric Boels Père de Gérard Boels activité inconnue XVe – XVIe siècles | Frédéric Boels Père de Gérard Boels activité inconnue XVe – XVIe siècles |  |  |                                                             |                                                             |                                                             |                                                             |                                                             |                                                             |  |  |                                                                  |                                                                  |                                                                  |                                                                  |                                                                  |                                                                  |  |  |                                                      |                                                      |                                                      |                                                      |                                                      |                                                      |  |  | Louis Boels XVe – XVIe siècles Peintre                            | Louis Boels XVe – XVIe siècles Peintre                            | Louis Boels XVe – XVIe siècles Peintre                            | Louis Boels XVe – XVIe siècles Peintre                            | Louis Boels XVe – XVIe siècles Peintre                            | Louis Boels XVe – XVIe siècles Peintre                            |  |  |  |  |  |  |  |  |  |  |  |  |  |  |  |  |  |  |  |  |  |  |  |  |  |  |
|  |  |  |  |  |  |  |  |                                                         |                                                         |                                                         |                                                         |                                                         |                                                         |  |  | Anne van Caverson Épouse Mère de huit enfants                            | Anne van Caverson Épouse Mère de huit enfants                            | Anne van Caverson Épouse Mère de huit enfants                            | Anne van Caverson Épouse Mère de huit enfants                            | Anne van Caverson Épouse Mère de huit enfants                            | Anne van Caverson Épouse Mère de huit enfants                            |  |  | Gerrit Boels ou Gérard (?)-1548 fils de Frédéric Peintre sur verre                | Gerrit Boels ou Gérard (?)-1548 fils de Frédéric Peintre sur verre       | Gerrit Boels ou Gérard (?)-1548 fils de Frédéric Peintre sur verre       | Gerrit Boels ou Gérard (?)-1548 fils de Frédéric Peintre sur verre       | Gerrit Boels ou Gérard (?)-1548 fils de Frédéric Peintre sur verre       | Gerrit Boels ou Gérard (?)-1548 fils de Frédéric Peintre sur verre       |  |  |                                                             |                                                             |                                                             |                                                             |                                                             |                                                             |  |  |                                                                  |                                                                  |                                                                  |                                                                  |                                                                  |                                                                  |  |  |                                                      |                                                      |                                                      |                                                      |                                                      |                                                      |  |  | Cornelis Bol Ier 1576-(?) Graveur Dessinateur                     | Cornelis Bol Ier 1576-(?) Graveur Dessinateur                     | Cornelis Bol Ier 1576-(?) Graveur Dessinateur                     | Cornelis Bol Ier 1576-(?) Graveur Dessinateur                     | Cornelis Bol Ier 1576-(?) Graveur Dessinateur                     | Cornelis Bol Ier 1576-(?) Graveur Dessinateur                     |  |  |  |  |  |  |  |  |  |  |  |  |  |  |  |  |  |  |  |  |  |  |  |  |  |  |
|  |  |  |  |  |  |  |  |                                                         |                                                         |                                                         |                                                         |                                                         |                                                         |  |  | Anne van Caverson Épouse Mère de huit enfants                            | Anne van Caverson Épouse Mère de huit enfants                            | Anne van Caverson Épouse Mère de huit enfants                            | Anne van Caverson Épouse Mère de huit enfants                            | Anne van Caverson Épouse Mère de huit enfants                            | Anne van Caverson Épouse Mère de huit enfants                            |  |  | Gerrit Boels ou Gérard (?)-1548 fils de Frédéric Peintre sur verre                | Gerrit Boels ou Gérard (?)-1548 fils de Frédéric Peintre sur verre       | Gerrit Boels ou Gérard (?)-1548 fils de Frédéric Peintre sur verre       | Gerrit Boels ou Gérard (?)-1548 fils de Frédéric Peintre sur verre       | Gerrit Boels ou Gérard (?)-1548 fils de Frédéric Peintre sur verre       | Gerrit Boels ou Gérard (?)-1548 fils de Frédéric Peintre sur verre       |  |  |                                                             |                                                             |                                                             |                                                             |                                                             |                                                             |  |  |                                                                  |                                                                  |                                                                  |                                                                  |                                                                  |                                                                  |  |  |                                                      |                                                      |                                                      |                                                      |                                                      |                                                      |  |  | Cornelis Bol Ier 1576-(?) Graveur Dessinateur                     | Cornelis Bol Ier 1576-(?) Graveur Dessinateur                     | Cornelis Bol Ier 1576-(?) Graveur Dessinateur                     | Cornelis Bol Ier 1576-(?) Graveur Dessinateur                     | Cornelis Bol Ier 1576-(?) Graveur Dessinateur                     | Cornelis Bol Ier 1576-(?) Graveur Dessinateur                     |  |  |  |  |  |  |  |  |  |  |  |  |  |  |  |  |  |  |  |  |  |  |  |  |  |  |
|  |  |  |  |  |  |  |  |                                                         |                                                         |                                                         |                                                         |                                                         |                                                         |  |  |                                                                          |                                                                          |                                                                          |                                                                          |                                                                          |                                                                          |  |  |                                                                                   |                                                                          |                                                                          |                                                                          |                                                                          |                                                                          |  |  |                                                             |                                                             |                                                             |                                                             |                                                             |                                                             |  |  |                                                                  |                                                                  |                                                                  |                                                                  |                                                                  |                                                                  |  |  |                                                      |                                                      |                                                      |                                                      |                                                      |                                                      |  |  |                                                                   |                                                                   |                                                                   |                                                                   |                                                                   |                                                                   |  |  |  |  |  |  |  |  |  |  |  |  |  |  |  |  |  |  |  |  |  |  |  |  |  |  |
|  |  |  |  |  |  |  |  |                                                         |                                                         |                                                         |                                                         |                                                         |                                                         |  |  |                                                                          |                                                                          |                                                                          |                                                                          |                                                                          |                                                                          |  |  |                                                                                   |                                                                          |                                                                          |                                                                          |                                                                          |                                                                          |  |  |                                                             |                                                             |                                                             |                                                             |                                                             |                                                             |  |  |                                                                  |                                                                  |                                                                  |                                                                  |                                                                  |                                                                  |  |  |                                                      |                                                      |                                                      |                                                      |                                                      |                                                      |  |  |                                                                   |                                                                   |                                                                   |                                                                   |                                                                   |                                                                   |  |  |  |  |  |  |  |  |  |  |  |  |  |  |  |  |  |  |  |  |  |  |  |  |  |  |
|  |  |  |  |  |  |  |  | Gertrude de Scepere Épouse Mère de cinq enfants         | Gertrude de Scepere Épouse Mère de cinq enfants         | Gertrude de Scepere Épouse Mère de cinq enfants         | Gertrude de Scepere Épouse Mère de cinq enfants         | Gertrude de Scepere Épouse Mère de cinq enfants         | Gertrude de Scepere Épouse Mère de cinq enfants         |  |  | Pierre Boels Av.1548-1586 fils de Gérard Peintre sur verre               | Pierre Boels Av.1548-1586 fils de Gérard Peintre sur verre               | Pierre Boels Av.1548-1586 fils de Gérard Peintre sur verre               | Pierre Boels Av.1548-1586 fils de Gérard Peintre sur verre               | Pierre Boels Av.1548-1586 fils de Gérard Peintre sur verre               | Pierre Boels Av.1548-1586 fils de Gérard Peintre sur verre               |  |  | Gérard Boels Fils de Gérard informations manquantes Peintre sur verre             | Gérard Boels Fils de Gérard informations manquantes Peintre sur verre    | Gérard Boels Fils de Gérard informations manquantes Peintre sur verre    | Gérard Boels Fils de Gérard informations manquantes Peintre sur verre    | Gérard Boels Fils de Gérard informations manquantes Peintre sur verre    | Gérard Boels Fils de Gérard informations manquantes Peintre sur verre    |  |  | Lisbeth Dell Épouse 1653 Mère de deux enfants               | Lisbeth Dell Épouse 1653 Mère de deux enfants               | Lisbeth Dell Épouse 1653 Mère de deux enfants               | Lisbeth Dell Épouse 1653 Mère de deux enfants               | Lisbeth Dell Épouse 1653 Mère de deux enfants               | Lisbeth Dell Épouse 1653 Mère de deux enfants               |  |  | Ferdinand Bol 1616-1680 Peintre et graveur                       | Ferdinand Bol 1616-1680 Peintre et graveur                       | Ferdinand Bol 1616-1680 Peintre et graveur                       | Ferdinand Bol 1616-1680 Peintre et graveur                       | Ferdinand Bol 1616-1680 Peintre et graveur                       | Ferdinand Bol 1616-1680 Peintre et graveur                       |  |  | Anna van Erckel deuxième Épouse en 1669 deux enfants | Anna van Erckel deuxième Épouse en 1669 deux enfants | Anna van Erckel deuxième Épouse en 1669 deux enfants | Anna van Erckel deuxième Épouse en 1669 deux enfants | Anna van Erckel deuxième Épouse en 1669 deux enfants | Anna van Erckel deuxième Épouse en 1669 deux enfants |  |  | Cornelis Bol II ou Cornelis Boel (?)-1623 Peintre du XVIIe siècle | Cornelis Bol II ou Cornelis Boel (?)-1623 Peintre du XVIIe siècle | Cornelis Bol II ou Cornelis Boel (?)-1623 Peintre du XVIIe siècle | Cornelis Bol II ou Cornelis Boel (?)-1623 Peintre du XVIIe siècle | Cornelis Bol II ou Cornelis Boel (?)-1623 Peintre du XVIIe siècle | Cornelis Bol II ou Cornelis Boel (?)-1623 Peintre du XVIIe siècle |  |  |  |  |  |  |  |  |  |  |  |  |  |  |  |  |  |  |  |  |  |  |  |  |  |  |
|  |  |  |  |  |  |  |  | Gertrude de Scepere Épouse Mère de cinq enfants         | Gertrude de Scepere Épouse Mère de cinq enfants         | Gertrude de Scepere Épouse Mère de cinq enfants         | Gertrude de Scepere Épouse Mère de cinq enfants         | Gertrude de Scepere Épouse Mère de cinq enfants         | Gertrude de Scepere Épouse Mère de cinq enfants         |  |  | Pierre Boels Av.1548-1586 fils de Gérard Peintre sur verre               | Pierre Boels Av.1548-1586 fils de Gérard Peintre sur verre               | Pierre Boels Av.1548-1586 fils de Gérard Peintre sur verre               | Pierre Boels Av.1548-1586 fils de Gérard Peintre sur verre               | Pierre Boels Av.1548-1586 fils de Gérard Peintre sur verre               | Pierre Boels Av.1548-1586 fils de Gérard Peintre sur verre               |  |  | Gérard Boels Fils de Gérard informations manquantes Peintre sur verre             | Gérard Boels Fils de Gérard informations manquantes Peintre sur verre    | Gérard Boels Fils de Gérard informations manquantes Peintre sur verre    | Gérard Boels Fils de Gérard informations manquantes Peintre sur verre    | Gérard Boels Fils de Gérard informations manquantes Peintre sur verre    | Gérard Boels Fils de Gérard informations manquantes Peintre sur verre    |  |  | Lisbeth Dell Épouse 1653 Mère de deux enfants               | Lisbeth Dell Épouse 1653 Mère de deux enfants               | Lisbeth Dell Épouse 1653 Mère de deux enfants               | Lisbeth Dell Épouse 1653 Mère de deux enfants               | Lisbeth Dell Épouse 1653 Mère de deux enfants               | Lisbeth Dell Épouse 1653 Mère de deux enfants               |  |  | Ferdinand Bol 1616-1680 Peintre et graveur                       | Ferdinand Bol 1616-1680 Peintre et graveur                       | Ferdinand Bol 1616-1680 Peintre et graveur                       | Ferdinand Bol 1616-1680 Peintre et graveur                       | Ferdinand Bol 1616-1680 Peintre et graveur                       | Ferdinand Bol 1616-1680 Peintre et graveur                       |  |  | Anna van Erckel deuxième Épouse en 1669 deux enfants | Anna van Erckel deuxième Épouse en 1669 deux enfants | Anna van Erckel deuxième Épouse en 1669 deux enfants | Anna van Erckel deuxième Épouse en 1669 deux enfants | Anna van Erckel deuxième Épouse en 1669 deux enfants | Anna van Erckel deuxième Épouse en 1669 deux enfants |  |  | Cornelis Bol II ou Cornelis Boel (?)-1623 Peintre du XVIIe siècle | Cornelis Bol II ou Cornelis Boel (?)-1623 Peintre du XVIIe siècle | Cornelis Bol II ou Cornelis Boel (?)-1623 Peintre du XVIIe siècle | Cornelis Bol II ou Cornelis Boel (?)-1623 Peintre du XVIIe siècle | Cornelis Bol II ou Cornelis Boel (?)-1623 Peintre du XVIIe siècle | Cornelis Bol II ou Cornelis Boel (?)-1623 Peintre du XVIIe siècle |  |  |  |  |  |  |  |  |  |  |  |  |  |  |  |  |  |  |  |  |  |  |  |  |  |  |
|  |  |  |  |  |  |  |  |                                                         |                                                         |                                                         |                                                         |                                                         |                                                         |  |  |                                                                          |                                                                          |                                                                          |                                                                          |                                                                          |                                                                          |  |  |                                                                                   |                                                                          |                                                                          |                                                                          |                                                                          |                                                                          |  |  |                                                             |                                                             |                                                             |                                                             |                                                             |                                                             |  |  |                                                                  |                                                                  |                                                                  |                                                                  |                                                                  |                                                                  |  |  |                                                      |                                                      |                                                      |                                                      |                                                      |                                                      |  |  |                                                                   |                                                                   |                                                                   |                                                                   |                                                                   |                                                                   |  |  |  |  |  |  |  |  |  |  |  |  |  |  |  |  |  |  |  |  |  |  |  |  |  |  |
|  |  |  |  |  |  |  |  |                                                         |                                                         |                                                         |                                                         |                                                         |                                                         |  |  |                                                                          |                                                                          |                                                                          |                                                                          |                                                                          |                                                                          |  |  |                                                                                   |                                                                          |                                                                          |                                                                          |                                                                          |                                                                          |  |  |                                                             |                                                             |                                                             |                                                             |                                                             |                                                             |  |  |                                                                  |                                                                  |                                                                  |                                                                  |                                                                  |                                                                  |  |  |                                                      |                                                      |                                                      |                                                      |                                                      |                                                      |  |  |                                                                   |                                                                   |                                                                   |                                                                   |                                                                   |                                                                   |  |  |  |  |  |  |  |  |  |  |  |  |  |  |  |  |  |  |  |  |  |  |  |  |  |  |
|  |  |  |  |  |  |  |  | Marie Hebbespregels Épouse Mère de trois enfants        | Marie Hebbespregels Épouse Mère de trois enfants        | Marie Hebbespregels Épouse Mère de trois enfants        | Marie Hebbespregels Épouse Mère de trois enfants        | Marie Hebbespregels Épouse Mère de trois enfants        | Marie Hebbespregels Épouse Mère de trois enfants        |  |  | Simon Bol ou Boels XVIe – XVIIe siècles Fils de Pierre Peintre sur verre | Simon Bol ou Boels XVIe – XVIIe siècles Fils de Pierre Peintre sur verre | Simon Bol ou Boels XVIe – XVIIe siècles Fils de Pierre Peintre sur verre | Simon Bol ou Boels XVIe – XVIIe siècles Fils de Pierre Peintre sur verre | Simon Bol ou Boels XVIe – XVIIe siècles Fils de Pierre Peintre sur verre | Simon Bol ou Boels XVIe – XVIIe siècles Fils de Pierre Peintre sur verre |  |  | Jean Bol (peintre) XVIe – XVIIe siècles Fils de Pierre Peintre                    | Jean Bol (peintre) XVIe – XVIIe siècles Fils de Pierre Peintre           | Jean Bol (peintre) XVIe – XVIIe siècles Fils de Pierre Peintre           | Jean Bol (peintre) XVIe – XVIIe siècles Fils de Pierre Peintre           | Jean Bol (peintre) XVIe – XVIIe siècles Fils de Pierre Peintre           | Jean Bol (peintre) XVIe – XVIIe siècles Fils de Pierre Peintre           |  |  | Jacques Bol Ier XVIe – XVIIe siècles Fils de Pierre Peintre | Jacques Bol Ier XVIe – XVIIe siècles Fils de Pierre Peintre | Jacques Bol Ier XVIe – XVIIe siècles Fils de Pierre Peintre | Jacques Bol Ier XVIe – XVIIe siècles Fils de Pierre Peintre | Jacques Bol Ier XVIe – XVIIe siècles Fils de Pierre Peintre | Jacques Bol Ier XVIe – XVIIe siècles Fils de Pierre Peintre |  |  | Gérard Boels (peintre) (?)-1603 Fils de pierre Peintre sur verre | Gérard Boels (peintre) (?)-1603 Fils de pierre Peintre sur verre | Gérard Boels (peintre) (?)-1603 Fils de pierre Peintre sur verre | Gérard Boels (peintre) (?)-1603 Fils de pierre Peintre sur verre | Gérard Boels (peintre) (?)-1603 Fils de pierre Peintre sur verre | Gérard Boels (peintre) (?)-1603 Fils de pierre Peintre sur verre |  |  | Anne de Breede Épouse Mère de Anne Boels             | Anne de Breede Épouse Mère de Anne Boels             | Anne de Breede Épouse Mère de Anne Boels             | Anne de Breede Épouse Mère de Anne Boels             | Anne de Breede Épouse Mère de Anne Boels             | Anne de Breede Épouse Mère de Anne Boels             |  |  | Jacques Bol III Peintre du XVIIe siècle                           | Jacques Bol III Peintre du XVIIe siècle                           | Jacques Bol III Peintre du XVIIe siècle                           | Jacques Bol III Peintre du XVIIe siècle                           | Jacques Bol III Peintre du XVIIe siècle                           | Jacques Bol III Peintre du XVIIe siècle                           |  |  |  |  |  |  |  |  |  |  |  |  |  |  |  |  |  |  |  |  |  |  |  |  |  |  |
|  |  |  |  |  |  |  |  | Marie Hebbespregels Épouse Mère de trois enfants        | Marie Hebbespregels Épouse Mère de trois enfants        | Marie Hebbespregels Épouse Mère de trois enfants        | Marie Hebbespregels Épouse Mère de trois enfants        | Marie Hebbespregels Épouse Mère de trois enfants        | Marie Hebbespregels Épouse Mère de trois enfants        |  |  | Simon Bol ou Boels XVIe – XVIIe siècles Fils de Pierre Peintre sur verre | Simon Bol ou Boels XVIe – XVIIe siècles Fils de Pierre Peintre sur verre | Simon Bol ou Boels XVIe – XVIIe siècles Fils de Pierre Peintre sur verre | Simon Bol ou Boels XVIe – XVIIe siècles Fils de Pierre Peintre sur verre | Simon Bol ou Boels XVIe – XVIIe siècles Fils de Pierre Peintre sur verre | Simon Bol ou Boels XVIe – XVIIe siècles Fils de Pierre Peintre sur verre |  |  | Jean Bol (peintre) XVIe – XVIIe siècles Fils de Pierre Peintre                    | Jean Bol (peintre) XVIe – XVIIe siècles Fils de Pierre Peintre           | Jean Bol (peintre) XVIe – XVIIe siècles Fils de Pierre Peintre           | Jean Bol (peintre) XVIe – XVIIe siècles Fils de Pierre Peintre           | Jean Bol (peintre) XVIe – XVIIe siècles Fils de Pierre Peintre           | Jean Bol (peintre) XVIe – XVIIe siècles Fils de Pierre Peintre           |  |  | Jacques Bol Ier XVIe – XVIIe siècles Fils de Pierre Peintre | Jacques Bol Ier XVIe – XVIIe siècles Fils de Pierre Peintre | Jacques Bol Ier XVIe – XVIIe siècles Fils de Pierre Peintre | Jacques Bol Ier XVIe – XVIIe siècles Fils de Pierre Peintre | Jacques Bol Ier XVIe – XVIIe siècles Fils de Pierre Peintre | Jacques Bol Ier XVIe – XVIIe siècles Fils de Pierre Peintre |  |  | Gérard Boels (peintre) (?)-1603 Fils de pierre Peintre sur verre | Gérard Boels (peintre) (?)-1603 Fils de pierre Peintre sur verre | Gérard Boels (peintre) (?)-1603 Fils de pierre Peintre sur verre | Gérard Boels (peintre) (?)-1603 Fils de pierre Peintre sur verre | Gérard Boels (peintre) (?)-1603 Fils de pierre Peintre sur verre | Gérard Boels (peintre) (?)-1603 Fils de pierre Peintre sur verre |  |  | Anne de Breede Épouse Mère de Anne Boels             | Anne de Breede Épouse Mère de Anne Boels             | Anne de Breede Épouse Mère de Anne Boels             | Anne de Breede Épouse Mère de Anne Boels             | Anne de Breede Épouse Mère de Anne Boels             | Anne de Breede Épouse Mère de Anne Boels             |  |  | Jacques Bol III Peintre du XVIIe siècle                           | Jacques Bol III Peintre du XVIIe siècle                           | Jacques Bol III Peintre du XVIIe siècle                           | Jacques Bol III Peintre du XVIIe siècle                           | Jacques Bol III Peintre du XVIIe siècle                           | Jacques Bol III Peintre du XVIIe siècle                           |  |  |  |  |  |  |  |  |  |  |  |  |  |  |  |  |  |  |  |  |  |  |  |  |  |  |
|  |  |  |  |  |  |  |  |                                                         |                                                         |                                                         |                                                         |                                                         |                                                         |  |  |                                                                          |                                                                          |                                                                          |                                                                          |                                                                          |                                                                          |  |  |                                                                                   |                                                                          |                                                                          |                                                                          |                                                                          |                                                                          |  |  |                                                             |                                                             |                                                             |                                                             |                                                             |                                                             |  |  |                                                                  |                                                                  |                                                                  |                                                                  |                                                                  |                                                                  |  |  |                                                      |                                                      |                                                      |                                                      |                                                      |                                                      |  |  |                                                                   |                                                                   |                                                                   |                                                                   |                                                                   |                                                                   |  |  |  |  |  |  |  |  |  |  |  |  |  |  |  |  |  |  |  |  |  |  |  |  |  |  |
|  |  |  |  |  |  |  |  |                                                         |                                                         |                                                         |                                                         |                                                         |                                                         |  |  |                                                                          |                                                                          |                                                                          |                                                                          |                                                                          |                                                                          |  |  |                                                                                   |                                                                          |                                                                          |                                                                          |                                                                          |                                                                          |  |  |                                                             |                                                             |                                                             |                                                             |                                                             |                                                             |  |  |                                                                  |                                                                  |                                                                  |                                                                  |                                                                  |                                                                  |  |  |                                                      |                                                      |                                                      |                                                      |                                                      |                                                      |  |  |                                                                   |                                                                   |                                                                   |                                                                   |                                                                   |                                                                   |  |  |  |  |  |  |  |  |  |  |  |  |  |  |  |  |  |  |  |  |  |  |  |  |  |  |
|  |  |  |  |  |  |  |  | Veuve et Épouse Mère de Frans Boch fils adoptif de Hans | Veuve et Épouse Mère de Frans Boch fils adoptif de Hans | Veuve et Épouse Mère de Frans Boch fils adoptif de Hans | Veuve et Épouse Mère de Frans Boch fils adoptif de Hans | Veuve et Épouse Mère de Frans Boch fils adoptif de Hans | Veuve et Épouse Mère de Frans Boch fils adoptif de Hans |  |  | Hans Bol ou Jean 1534-1593 Fils de Simon Peintre et graveur              | Hans Bol ou Jean 1534-1593 Fils de Simon Peintre et graveur              | Hans Bol ou Jean 1534-1593 Fils de Simon Peintre et graveur              | Hans Bol ou Jean 1534-1593 Fils de Simon Peintre et graveur              | Hans Bol ou Jean 1534-1593 Fils de Simon Peintre et graveur              | Hans Bol ou Jean 1534-1593 Fils de Simon Peintre et graveur              |  |  | Jacques Bol II XVIe siècle Fils de Simon Peintre                                  | Jacques Bol II XVIe siècle Fils de Simon Peintre                         | Jacques Bol II XVIe siècle Fils de Simon Peintre                         | Jacques Bol II XVIe siècle Fils de Simon Peintre                         | Jacques Bol II XVIe siècle Fils de Simon Peintre                         | Jacques Bol II XVIe siècle Fils de Simon Peintre                         |  |  | (?) Bol mentionné comme Troisième enfant de Simon           | (?) Bol mentionné comme Troisième enfant de Simon           | (?) Bol mentionné comme Troisième enfant de Simon           | (?) Bol mentionné comme Troisième enfant de Simon           | (?) Bol mentionné comme Troisième enfant de Simon           | (?) Bol mentionné comme Troisième enfant de Simon           |  |  |                                                                  |                                                                  |                                                                  |                                                                  |                                                                  |                                                                  |  |  |                                                      |                                                      |                                                      |                                                      |                                                      |                                                      |  |  | Jacques Bol IV Peintre du XVIIe siècle                            | Jacques Bol IV Peintre du XVIIe siècle                            | Jacques Bol IV Peintre du XVIIe siècle                            | Jacques Bol IV Peintre du XVIIe siècle                            | Jacques Bol IV Peintre du XVIIe siècle                            | Jacques Bol IV Peintre du XVIIe siècle                            |  |  |  |  |  |  |  |  |  |  |  |  |  |  |  |  |  |  |  |  |  |  |  |  |  |  |
|  |  |  |  |  |  |  |  | Veuve et Épouse Mère de Frans Boch fils adoptif de Hans | Veuve et Épouse Mère de Frans Boch fils adoptif de Hans | Veuve et Épouse Mère de Frans Boch fils adoptif de Hans | Veuve et Épouse Mère de Frans Boch fils adoptif de Hans | Veuve et Épouse Mère de Frans Boch fils adoptif de Hans | Veuve et Épouse Mère de Frans Boch fils adoptif de Hans |  |  | Hans Bol ou Jean 1534-1593 Fils de Simon Peintre et graveur              | Hans Bol ou Jean 1534-1593 Fils de Simon Peintre et graveur              | Hans Bol ou Jean 1534-1593 Fils de Simon Peintre et graveur              | Hans Bol ou Jean 1534-1593 Fils de Simon Peintre et graveur              | Hans Bol ou Jean 1534-1593 Fils de Simon Peintre et graveur              | Hans Bol ou Jean 1534-1593 Fils de Simon Peintre et graveur              |  |  | Jacques Bol II XVIe siècle Fils de Simon Peintre                                  | Jacques Bol II XVIe siècle Fils de Simon Peintre                         | Jacques Bol II XVIe siècle Fils de Simon Peintre                         | Jacques Bol II XVIe siècle Fils de Simon Peintre                         | Jacques Bol II XVIe siècle Fils de Simon Peintre                         | Jacques Bol II XVIe siècle Fils de Simon Peintre                         |  |  | (?) Bol mentionné comme Troisième enfant de Simon           | (?) Bol mentionné comme Troisième enfant de Simon           | (?) Bol mentionné comme Troisième enfant de Simon           | (?) Bol mentionné comme Troisième enfant de Simon           | (?) Bol mentionné comme Troisième enfant de Simon           | (?) Bol mentionné comme Troisième enfant de Simon           |  |  |                                                                  |                                                                  |                                                                  |                                                                  |                                                                  |                                                                  |  |  |                                                      |                                                      |                                                      |                                                      |                                                      |                                                      |  |  | Jacques Bol IV Peintre du XVIIe siècle                            | Jacques Bol IV Peintre du XVIIe siècle                            | Jacques Bol IV Peintre du XVIIe siècle                            | Jacques Bol IV Peintre du XVIIe siècle                            | Jacques Bol IV Peintre du XVIIe siècle                            | Jacques Bol IV Peintre du XVIIe siècle                            |  |  |  |  |  |  |  |  |  |  |  |  |  |  |  |  |  |  |  |  |  |  |  |  |  |  |
|  |  |  |  |  |  |  |  |                                                         |                                                         |                                                         |                                                         |                                                         |                                                         |  |  |                                                                          |                                                                          |                                                                          |                                                                          |                                                                          |                                                                          |  |  |                                                                                   |                                                                          |                                                                          |                                                                          |                                                                          |                                                                          |  |  |                                                             |                                                             |                                                             |                                                             |                                                             |                                                             |  |  |                                                                  |                                                                  |                                                                  |                                                                  |                                                                  |                                                                  |  |  |                                                      |                                                      |                                                      |                                                      |                                                      |                                                      |  |  |                                                                   |                                                                   |                                                                   |                                                                   |                                                                   |                                                                   |  |  |  |  |  |  |  |  |  |  |  |  |  |  |  |  |  |  |  |  |  |  |  |  |  |  |
|  |  |  |  |  |  |  |  |                                                         |                                                         |                                                         |                                                         |                                                         |                                                         |  |  |                                                                          |                                                                          |                                                                          |                                                                          |                                                                          |                                                                          |  |  |                                                                                   |                                                                          |                                                                          |                                                                          |                                                                          |                                                                          |  |  |                                                             |                                                             |                                                             |                                                             |                                                             |                                                             |  |  |                                                                  |                                                                  |                                                                  |                                                                  |                                                                  |                                                                  |  |  |                                                      |                                                      |                                                      |                                                      |                                                      |                                                      |  |  |                                                                   |                                                                   |                                                                   |                                                                   |                                                                   |                                                                   |  |  |  |  |  |  |  |  |  |  |  |  |  |  |  |  |  |  |  |  |  |  |  |  |  |  |
|  |  |  |  |  |  |  |  | Frans Boels (?)-1594 Beau-fils de Hans Peintre          | Frans Boels (?)-1594 Beau-fils de Hans Peintre          | Frans Boels (?)-1594 Beau-fils de Hans Peintre          | Frans Boels (?)-1594 Beau-fils de Hans Peintre          | Frans Boels (?)-1594 Beau-fils de Hans Peintre          | Frans Boels (?)-1594 Beau-fils de Hans Peintre          |  |  | Quiryn Bol ou Coryn Marchand père de Jean et de Coryn                    | Quiryn Bol ou Coryn Marchand père de Jean et de Coryn                    | Quiryn Bol ou Coryn Marchand père de Jean et de Coryn                    | Quiryn Bol ou Coryn Marchand père de Jean et de Coryn                    | Quiryn Bol ou Coryn Marchand père de Jean et de Coryn                    | Quiryn Bol ou Coryn Marchand père de Jean et de Coryn                    |  |  | Pierre Bol 1562-(?) Fils de Jacques II Peintre                                    | Pierre Bol 1562-(?) Fils de Jacques II Peintre                           | Pierre Bol 1562-(?) Fils de Jacques II Peintre                           | Pierre Bol 1562-(?) Fils de Jacques II Peintre                           | Pierre Bol 1562-(?) Fils de Jacques II Peintre                           | Pierre Bol 1562-(?) Fils de Jacques II Peintre                           |  |  | Abraham Bol 1580-(?) Fils de Jacques II Peintre             | Abraham Bol 1580-(?) Fils de Jacques II Peintre             | Abraham Bol 1580-(?) Fils de Jacques II Peintre             | Abraham Bol 1580-(?) Fils de Jacques II Peintre             | Abraham Bol 1580-(?) Fils de Jacques II Peintre             | Abraham Bol 1580-(?) Fils de Jacques II Peintre             |  |  |                                                                  |                                                                  |                                                                  |                                                                  |                                                                  |                                                                  |  |  |                                                      |                                                      |                                                      |                                                      |                                                      |                                                      |  |  | Philippe Bol (?)-1664 Peintre du XVIIe siècle                     | Philippe Bol (?)-1664 Peintre du XVIIe siècle                     | Philippe Bol (?)-1664 Peintre du XVIIe siècle                     | Philippe Bol (?)-1664 Peintre du XVIIe siècle                     | Philippe Bol (?)-1664 Peintre du XVIIe siècle                     | Philippe Bol (?)-1664 Peintre du XVIIe siècle                     |  |  |  |  |  |  |  |  |  |  |  |  |  |  |  |  |  |  |  |  |  |  |  |  |  |  |
|  |  |  |  |  |  |  |  | Frans Boels (?)-1594 Beau-fils de Hans Peintre          | Frans Boels (?)-1594 Beau-fils de Hans Peintre          | Frans Boels (?)-1594 Beau-fils de Hans Peintre          | Frans Boels (?)-1594 Beau-fils de Hans Peintre          | Frans Boels (?)-1594 Beau-fils de Hans Peintre          | Frans Boels (?)-1594 Beau-fils de Hans Peintre          |  |  | Quiryn Bol ou Coryn Marchand père de Jean et de Coryn                    | Quiryn Bol ou Coryn Marchand père de Jean et de Coryn                    | Quiryn Bol ou Coryn Marchand père de Jean et de Coryn                    | Quiryn Bol ou Coryn Marchand père de Jean et de Coryn                    | Quiryn Bol ou Coryn Marchand père de Jean et de Coryn                    | Quiryn Bol ou Coryn Marchand père de Jean et de Coryn                    |  |  | Pierre Bol 1562-(?) Fils de Jacques II Peintre                                    | Pierre Bol 1562-(?) Fils de Jacques II Peintre                           | Pierre Bol 1562-(?) Fils de Jacques II Peintre                           | Pierre Bol 1562-(?) Fils de Jacques II Peintre                           | Pierre Bol 1562-(?) Fils de Jacques II Peintre                           | Pierre Bol 1562-(?) Fils de Jacques II Peintre                           |  |  | Abraham Bol 1580-(?) Fils de Jacques II Peintre             | Abraham Bol 1580-(?) Fils de Jacques II Peintre             | Abraham Bol 1580-(?) Fils de Jacques II Peintre             | Abraham Bol 1580-(?) Fils de Jacques II Peintre             | Abraham Bol 1580-(?) Fils de Jacques II Peintre             | Abraham Bol 1580-(?) Fils de Jacques II Peintre             |  |  |                                                                  |                                                                  |                                                                  |                                                                  |                                                                  |                                                                  |  |  |                                                      |                                                      |                                                      |                                                      |                                                      |                                                      |  |  | Philippe Bol (?)-1664 Peintre du XVIIe siècle                     | Philippe Bol (?)-1664 Peintre du XVIIe siècle                     | Philippe Bol (?)-1664 Peintre du XVIIe siècle                     | Philippe Bol (?)-1664 Peintre du XVIIe siècle                     | Philippe Bol (?)-1664 Peintre du XVIIe siècle                     | Philippe Bol (?)-1664 Peintre du XVIIe siècle                     |  |  |  |  |  |  |  |  |  |  |  |  |  |  |  |  |  |  |  |  |  |  |  |  |  |  |
|  |  |  |  |  |  |  |  |                                                         |                                                         |                                                         |                                                         |                                                         |                                                         |  |  |                                                                          |                                                                          |                                                                          |                                                                          |                                                                          |                                                                          |  |  |                                                                                   |                                                                          |                                                                          |                                                                          |                                                                          |                                                                          |  |  |                                                             |                                                             |                                                             |                                                             |                                                             |                                                             |  |  |                                                                  |                                                                  |                                                                  |                                                                  |                                                                  |                                                                  |  |  |                                                      |                                                      |                                                      |                                                      |                                                      |                                                      |  |  |                                                                   |                                                                   |                                                                   |                                                                   |                                                                   |                                                                   |  |  |  |  |  |  |  |  |  |  |  |  |  |  |  |  |  |  |  |  |  |  |  |  |  |  |
|  |  |  |  |  |  |  |  | Anne Vander Straten Épouse et mère de 9 enfants         | Anne Vander Straten Épouse et mère de 9 enfants         | Anne Vander Straten Épouse et mère de 9 enfants         | Anne Vander Straten Épouse et mère de 9 enfants         | Anne Vander Straten Épouse et mère de 9 enfants         | Anne Vander Straten Épouse et mère de 9 enfants         |  |  | Jean Bol ou Boel 1592-1674 père de Pierre et Coryn Boel Graveur          | Jean Bol ou Boel 1592-1674 père de Pierre et Coryn Boel Graveur          | Jean Bol ou Boel 1592-1674 père de Pierre et Coryn Boel Graveur          | Jean Bol ou Boel 1592-1674 père de Pierre et Coryn Boel Graveur          | Jean Bol ou Boel 1592-1674 père de Pierre et Coryn Boel Graveur          | Jean Bol ou Boel 1592-1674 père de Pierre et Coryn Boel Graveur          |  |  | Coryn Bol ou Quirin Boel avant 1620-1688 frère de Jean Graveur                    | Coryn Bol ou Quirin Boel avant 1620-1688 frère de Jean Graveur           | Coryn Bol ou Quirin Boel avant 1620-1688 frère de Jean Graveur           | Coryn Bol ou Quirin Boel avant 1620-1688 frère de Jean Graveur           | Coryn Bol ou Quirin Boel avant 1620-1688 frère de Jean Graveur           | Coryn Bol ou Quirin Boel avant 1620-1688 frère de Jean Graveur           |  |  |                                                             |                                                             |                                                             |                                                             |                                                             |                                                             |  |  |                                                                  |                                                                  |                                                                  |                                                                  |                                                                  |                                                                  |  |  |                                                      |                                                      |                                                      |                                                      |                                                      |                                                      |  |  | Cornelis Bol III (?)-1666 Peintre du XVIIe siècle                 | Cornelis Bol III (?)-1666 Peintre du XVIIe siècle                 | Cornelis Bol III (?)-1666 Peintre du XVIIe siècle                 | Cornelis Bol III (?)-1666 Peintre du XVIIe siècle                 | Cornelis Bol III (?)-1666 Peintre du XVIIe siècle                 | Cornelis Bol III (?)-1666 Peintre du XVIIe siècle                 |  |  |  |  |  |  |  |  |  |  |  |  |  |  |  |  |  |  |  |  |  |  |  |  |  |  |
|  |  |  |  |  |  |  |  | Anne Vander Straten Épouse et mère de 9 enfants         | Anne Vander Straten Épouse et mère de 9 enfants         | Anne Vander Straten Épouse et mère de 9 enfants         | Anne Vander Straten Épouse et mère de 9 enfants         | Anne Vander Straten Épouse et mère de 9 enfants         | Anne Vander Straten Épouse et mère de 9 enfants         |  |  | Jean Bol ou Boel 1592-1674 père de Pierre et Coryn Boel Graveur          | Jean Bol ou Boel 1592-1674 père de Pierre et Coryn Boel Graveur          | Jean Bol ou Boel 1592-1674 père de Pierre et Coryn Boel Graveur          | Jean Bol ou Boel 1592-1674 père de Pierre et Coryn Boel Graveur          | Jean Bol ou Boel 1592-1674 père de Pierre et Coryn Boel Graveur          | Jean Bol ou Boel 1592-1674 père de Pierre et Coryn Boel Graveur          |  |  | Coryn Bol ou Quirin Boel avant 1620-1688 frère de Jean Graveur                    | Coryn Bol ou Quirin Boel avant 1620-1688 frère de Jean Graveur           | Coryn Bol ou Quirin Boel avant 1620-1688 frère de Jean Graveur           | Coryn Bol ou Quirin Boel avant 1620-1688 frère de Jean Graveur           | Coryn Bol ou Quirin Boel avant 1620-1688 frère de Jean Graveur           | Coryn Bol ou Quirin Boel avant 1620-1688 frère de Jean Graveur           |  |  |                                                             |                                                             |                                                             |                                                             |                                                             |                                                             |  |  |                                                                  |                                                                  |                                                                  |                                                                  |                                                                  |                                                                  |  |  |                                                      |                                                      |                                                      |                                                      |                                                      |                                                      |  |  | Cornelis Bol III (?)-1666 Peintre du XVIIe siècle                 | Cornelis Bol III (?)-1666 Peintre du XVIIe siècle                 | Cornelis Bol III (?)-1666 Peintre du XVIIe siècle                 | Cornelis Bol III (?)-1666 Peintre du XVIIe siècle                 | Cornelis Bol III (?)-1666 Peintre du XVIIe siècle                 | Cornelis Bol III (?)-1666 Peintre du XVIIe siècle                 |  |  |  |  |  |  |  |  |  |  |  |  |  |  |  |  |  |  |  |  |  |  |  |  |  |  |
|  |  |  |  |  |  |  |  |                                                         |                                                         |                                                         |                                                         |                                                         |                                                         |  |  |                                                                          |                                                                          |                                                                          |                                                                          |                                                                          |                                                                          |  |  |                                                                                   |                                                                          |                                                                          |                                                                          |                                                                          |                                                                          |  |  |                                                             |                                                             |                                                             |                                                             |                                                             |                                                             |  |  |                                                                  |                                                                  |                                                                  |                                                                  |                                                                  |                                                                  |  |  |                                                      |                                                      |                                                      |                                                      |                                                      |                                                      |  |  |                                                                   |                                                                   |                                                                   |                                                                   |                                                                   |                                                                   |  |  |  |  |  |  |  |  |  |  |  |  |  |  |  |  |  |  |  |  |  |  |  |  |  |  |
|  |  |  |  |  |  |  |  |                                                         |                                                         |                                                         |                                                         |                                                         |                                                         |  |  |                                                                          |                                                                          |                                                                          |                                                                          |                                                                          |                                                                          |  |  |                                                                                   |                                                                          |                                                                          |                                                                          |                                                                          |                                                                          |  |  |                                                             |                                                             |                                                             |                                                             |                                                             |                                                             |  |  |                                                                  |                                                                  |                                                                  |                                                                  |                                                                  |                                                                  |  |  |                                                      |                                                      |                                                      |                                                      |                                                      |                                                      |  |  |                                                                   |                                                                   |                                                                   |                                                                   |                                                                   |                                                                   |  |  |  |  |  |  |  |  |  |  |  |  |  |  |  |  |  |  |  |  |  |  |  |  |  |  |
|  |  |  |  |  |  |  |  | Coryn Boel ou Quiryn 1620-(?) Fils aîné de Jean Graveur | Coryn Boel ou Quiryn 1620-(?) Fils aîné de Jean Graveur | Coryn Boel ou Quiryn 1620-(?) Fils aîné de Jean Graveur | Coryn Boel ou Quiryn 1620-(?) Fils aîné de Jean Graveur | Coryn Boel ou Quiryn 1620-(?) Fils aîné de Jean Graveur | Coryn Boel ou Quiryn 1620-(?) Fils aîné de Jean Graveur |  |  | Première Épouse sans enfant                                              | Première Épouse sans enfant                                              | Première Épouse sans enfant                                              | Première Épouse sans enfant                                              | Première Épouse sans enfant                                              | Première Épouse sans enfant                                              |  |  | Pieter Bol ou Pierre ou Boel 1622-1674 père de Luc et Anne-Basilie                | Pieter Bol ou Pierre ou Boel 1622-1674 père de Luc et Anne-Basilie       | Pieter Bol ou Pierre ou Boel 1622-1674 père de Luc et Anne-Basilie       | Pieter Bol ou Pierre ou Boel 1622-1674 père de Luc et Anne-Basilie       | Pieter Bol ou Pierre ou Boel 1622-1674 père de Luc et Anne-Basilie       | Pieter Bol ou Pierre ou Boel 1622-1674 père de Luc et Anne-Basilie       |  |  | Marie Blanckaert Épouse et mère deux enfants                | Marie Blanckaert Épouse et mère deux enfants                | Marie Blanckaert Épouse et mère deux enfants                | Marie Blanckaert Épouse et mère deux enfants                | Marie Blanckaert Épouse et mère deux enfants                | Marie Blanckaert Épouse et mère deux enfants                |  |  | Jean Baptiste l'Ancien ou Boel 1624-1688                         | Jean Baptiste l'Ancien ou Boel 1624-1688                         | Jean Baptiste l'Ancien ou Boel 1624-1688                         | Jean Baptiste l'Ancien ou Boel 1624-1688                         | Jean Baptiste l'Ancien ou Boel 1624-1688                         | Jean Baptiste l'Ancien ou Boel 1624-1688                         |  |  | Anna Bogault Épouse et mère de Jean-Baptiste         | Anna Bogault Épouse et mère de Jean-Baptiste         | Anna Bogault Épouse et mère de Jean-Baptiste         | Anna Bogault Épouse et mère de Jean-Baptiste         | Anna Bogault Épouse et mère de Jean-Baptiste         | Anna Bogault Épouse et mère de Jean-Baptiste         |  |  | Cornelis Bol IV Peintre du XVIIe siècle                           | Cornelis Bol IV Peintre du XVIIe siècle                           | Cornelis Bol IV Peintre du XVIIe siècle                           | Cornelis Bol IV Peintre du XVIIe siècle                           | Cornelis Bol IV Peintre du XVIIe siècle                           | Cornelis Bol IV Peintre du XVIIe siècle                           |  |  |  |  |  |  |  |  |  |  |  |  |  |  |  |  |  |  |  |  |  |  |  |  |  |  |
|  |  |  |  |  |  |  |  | Coryn Boel ou Quiryn 1620-(?) Fils aîné de Jean Graveur | Coryn Boel ou Quiryn 1620-(?) Fils aîné de Jean Graveur | Coryn Boel ou Quiryn 1620-(?) Fils aîné de Jean Graveur | Coryn Boel ou Quiryn 1620-(?) Fils aîné de Jean Graveur | Coryn Boel ou Quiryn 1620-(?) Fils aîné de Jean Graveur | Coryn Boel ou Quiryn 1620-(?) Fils aîné de Jean Graveur |  |  | Première Épouse sans enfant                                              | Première Épouse sans enfant                                              | Première Épouse sans enfant                                              | Première Épouse sans enfant                                              | Première Épouse sans enfant                                              | Première Épouse sans enfant                                              |  |  | Pieter Bol ou Pierre ou Boel 1622-1674 père de Luc et Anne-Basilie                | Pieter Bol ou Pierre ou Boel 1622-1674 père de Luc et Anne-Basilie       | Pieter Bol ou Pierre ou Boel 1622-1674 père de Luc et Anne-Basilie       | Pieter Bol ou Pierre ou Boel 1622-1674 père de Luc et Anne-Basilie       | Pieter Bol ou Pierre ou Boel 1622-1674 père de Luc et Anne-Basilie       | Pieter Bol ou Pierre ou Boel 1622-1674 père de Luc et Anne-Basilie       |  |  | Marie Blanckaert Épouse et mère deux enfants                | Marie Blanckaert Épouse et mère deux enfants                | Marie Blanckaert Épouse et mère deux enfants                | Marie Blanckaert Épouse et mère deux enfants                | Marie Blanckaert Épouse et mère deux enfants                | Marie Blanckaert Épouse et mère deux enfants                |  |  | Jean Baptiste l'Ancien ou Boel 1624-1688                         | Jean Baptiste l'Ancien ou Boel 1624-1688                         | Jean Baptiste l'Ancien ou Boel 1624-1688                         | Jean Baptiste l'Ancien ou Boel 1624-1688                         | Jean Baptiste l'Ancien ou Boel 1624-1688                         | Jean Baptiste l'Ancien ou Boel 1624-1688                         |  |  | Anna Bogault Épouse et mère de Jean-Baptiste         | Anna Bogault Épouse et mère de Jean-Baptiste         | Anna Bogault Épouse et mère de Jean-Baptiste         | Anna Bogault Épouse et mère de Jean-Baptiste         | Anna Bogault Épouse et mère de Jean-Baptiste         | Anna Bogault Épouse et mère de Jean-Baptiste         |  |  | Cornelis Bol IV Peintre du XVIIe siècle                           | Cornelis Bol IV Peintre du XVIIe siècle                           | Cornelis Bol IV Peintre du XVIIe siècle                           | Cornelis Bol IV Peintre du XVIIe siècle                           | Cornelis Bol IV Peintre du XVIIe siècle                           | Cornelis Bol IV Peintre du XVIIe siècle                           |  |  |  |  |  |  |  |  |  |  |  |  |  |  |  |  |  |  |  |  |  |  |  |  |  |  |
|  |  |  |  |  |  |  |  |                                                         |                                                         |                                                         |                                                         |                                                         |                                                         |  |  |                                                                          |                                                                          |                                                                          |                                                                          |                                                                          |                                                                          |  |  |                                                                                   |                                                                          |                                                                          |                                                                          |                                                                          |                                                                          |  |  |                                                             |                                                             |                                                             |                                                             |                                                             |                                                             |  |  |                                                                  |                                                                  |                                                                  |                                                                  |                                                                  |                                                                  |  |  |                                                      |                                                      |                                                      |                                                      |                                                      |                                                      |  |  |                                                                   |                                                                   |                                                                   |                                                                   |                                                                   |                                                                   |  |  |  |  |  |  |  |  |  |  |  |  |  |  |  |  |  |  |  |  |  |  |  |  |  |  |
|  |  |  |  |  |  |  |  |                                                         |                                                         |                                                         |                                                         |                                                         |                                                         |  |  |                                                                          |                                                                          |                                                                          |                                                                          |                                                                          |                                                                          |  |  |                                                                                   |                                                                          |                                                                          |                                                                          |                                                                          |                                                                          |  |  |                                                             |                                                             |                                                             |                                                             |                                                             |                                                             |  |  |                                                                  |                                                                  |                                                                  |                                                                  |                                                                  |                                                                  |  |  |                                                      |                                                      |                                                      |                                                      |                                                      |                                                      |  |  |                                                                   |                                                                   |                                                                   |                                                                   |                                                                   |                                                                   |  |  |  |  |  |  |  |  |  |  |  |  |  |  |  |  |  |  |  |  |  |  |  |  |  |  |
|  |  |  |  |  |  |  |  |                                                         |                                                         |                                                         |                                                         |                                                         |                                                         |  |  | Balthazar Lucas Bol ou Boel 1657-1702 Fils de Pierre mère (?) Peintre    | Balthazar Lucas Bol ou Boel 1657-1702 Fils de Pierre mère (?) Peintre    | Balthazar Lucas Bol ou Boel 1657-1702 Fils de Pierre mère (?) Peintre    | Balthazar Lucas Bol ou Boel 1657-1702 Fils de Pierre mère (?) Peintre    | Balthazar Lucas Bol ou Boel 1657-1702 Fils de Pierre mère (?) Peintre    | Balthazar Lucas Bol ou Boel 1657-1702 Fils de Pierre mère (?) Peintre    |  |  | Luc Bol ou Boel 1651-(?) Activité inconnue                                        | Luc Bol ou Boel 1651-(?) Activité inconnue                               | Luc Bol ou Boel 1651-(?) Activité inconnue                               | Luc Bol ou Boel 1651-(?) Activité inconnue                               | Luc Bol ou Boel 1651-(?) Activité inconnue                               | Luc Bol ou Boel 1651-(?) Activité inconnue                               |  |  | Anne-Basilie Bol ou Boel 1653-(?) Activité inconnue         | Anne-Basilie Bol ou Boel 1653-(?) Activité inconnue         | Anne-Basilie Bol ou Boel 1653-(?) Activité inconnue         | Anne-Basilie Bol ou Boel 1653-(?) Activité inconnue         | Anne-Basilie Bol ou Boel 1653-(?) Activité inconnue         | Anne-Basilie Bol ou Boel 1653-(?) Activité inconnue         |  |  |                                                                  |                                                                  |                                                                  |                                                                  |                                                                  |                                                                  |  |  | Jean-Baptiste Bol Fils Fils de J.B. père Peintre     | Jean-Baptiste Bol Fils Fils de J.B. père Peintre     | Jean-Baptiste Bol Fils Fils de J.B. père Peintre     | Jean-Baptiste Bol Fils Fils de J.B. père Peintre     | Jean-Baptiste Bol Fils Fils de J.B. père Peintre     | Jean-Baptiste Bol Fils Fils de J.B. père Peintre     |  |  |                                                                   |                                                                   |                                                                   |                                                                   |                                                                   |                                                                   |  |  |  |  |  |  |  |  |  |  |  |  |  |  |  |  |  |  |  |  |  |  |  |  |  |  |

## Biographies
Ces biographies désignent les membres avérés de mêmes familles descendantes, succinctes sur cette page, elles seront développées individuellement pour chaque peintre dans son propre article.

### Première génération
Bol Jérôme ou Boel peintre des XVe – XVIe siècles, actif à Anvers. École flamande.

Il est maître en 1526. C'est l'ancêtre de toute la famille des artistes anversois du nom de Bol, Boel, Boels.

### Deuxième génération
Frédéric Boels. Père de Gérard Boels, activité inconnue.XVe – XVIe siècles.

### Troisième génération
Boels Gerrit ou Gérard  sa date de naissance n'est pas connue mais il est mentionné dans un acte du 11 octobre 1516, mort le 15 février 1548 est un peintre sur verre du XVIe siècle. Il réside et vit à Louvain. École flamande.

Il est le fils de Frédéric Boels. Il épouse Anne van Caverson avec qui il a huit enfants, dont Pierre et Gérard qui suivent la carrière paternelle. Auteur d'un vitrail pour l'église des Récollets à Louvain, et un autre vitrail pour le couvent Sainte-Catherine à Bréda,. 

### Quatrième génération
Boels Pierre ou Peter né avant 1548 (mort du père), mort le 23 juin 1586 est un peintre sur verre du XVIe siècle. École flamande.
Il est le fils de Boels Gérard. Il épouse avant 1559, Gertrude de Scepere, fille de Simon,.
Boels Gérard l'un des huit enfants de Gérard et frère de pierre. Peintre du XVIe siècle.

### Cinquième génération
Bol Simon ou Boels peintre sur verre des XVIe – XVIIe siècles. Actif à Louvain où il travaille longtemps.

Il est le fils de Pierre Boels et de Gertrude de Scepere. Il a trois enfants avec Marie Hebbespregels qu'il épouse le 12 septembre 1574. La date de sa mort n'est pas connue mais il travaille encore en 1614.
Bol Jean est un peintre du XVIe siècle. Il travaille à Malines au tout début de ce siècle.  École flamande.

Il est le fils de Pierre Boels. Frère aîné de Jacques I, oncle et maître de Hans Bol.
Bol Jacques Ier est un  peintre du XVIe siècle. École flamande.

Il est le fils de Pierre Boels. Frère de Simon Bol et oncle de Hans Bol. Il réside et travaille à Malines. Le 21 juin 1540 il est maître peintre.
Boels Gérardest un peintre sur verre du XVIe siècle. Mort le 18 juin 1603, sa date de naissance n'est pas indiquée. Il est enterré à la ci-devant église de Saint-Michel à Louvain.
Il est le fils de Pierre Boels. Il épouse Anne de Breede, fille de maître Nicolas de Breede et de Marie van Ermeghem avec qui il a une fille, Anne Boels, baptisée le 1er juin 1583, qui épouse Jean de Caumont, l’un des peintres sur verre les plus distingués du XVIIe siècle.

### Sixième génération
Bol Hans ou Jean né le 16 décembre 1534 à Malines, mort le 20 novembre 1593 à Amsterdam est un peintre de Scènes mythologiques, sujets religieux, portraitiste, paysages animés, peintre à la gouache Miniaturisteaquarelliste, graveur et dessinateur du XVIe siècle. hollandais.

Il est le fils de Simon Bol et élève des frères de son père, Jean et Jacques Bol. Il travaille à Heidelberg et à Mons. Il entre dans la guilde de Malines le 10 février 1560. En 1572, après le pillage de Malines, il quitte la ville pour Anvers, dénué de toutes ressources. Il y fait la connaissance bénéfique d'un amateur, Anton Couvreur, qui le prend sous sa protection. Après 1586 il se fixe à Amsterdam où il épouse une veuve dont le fils, Franz Boch, devient son élève et qui adopte le nom de Frans Boels,,,.
Bol Jacques II  est un peintre du XVIe siècle. École flamande.

Père de Pierre Bol. Il est le fils de Simon Bol et le plus jeune frère de Hans Bol.  Il est maître à Anvers en 1554 et  il entre dans la Guilde de Malines en 1558. 

### Septième Génération
Boels Frans né à Malines en 1555, mort vers 1594. est un peintre de scènes mythologiques, compositions religieuses, sujets allégoriques, paysages, peintre à la gouache, miniaturiste du XVIe siècle. Hollandais

Il est le fils de la première femme  de Hans Bol, son beau-fils et élève. Il se convertit à la religion protestante et suit son beau-père en Hollande. Il peint des paysages en miniature et des gouaches ; ses œuvres sont très rares, mais on cite : Trois paysages montagneux avec figures mythologiques (gouache), Les quatre Saisons (gouache), à Stockholm.
Bol Quiryn ou Coryn. Marchand de profession, père de Jean et de Coryn.
Bol Pierre né vers 1562 à Malines est un peintre XVIe – XVIIe siècles. Hollandais.

Il vit à Amsterdam à partir de 1588. Il est le fils de Jacques II.
Bol Abraham né en 1580 est un peintre des XVIe – XVIIe siècles. Hollandais.
Il est le fils de Jacques II.

### Huitième génération
Bol Jean ou Boel né le 5 juillet 1592 à Anvers, mort en 1673-74 dans cette même ville est un graveur au burin et éditeur d'estampesdes XVIe – XVIIe siècles. 

Fils de Quiryn ou Coryn de profession inconnue, père de Coryn Bol et de Pierre Bol. Cet artiste semble être plus éditeur que graveur si l'on compare le volume de chacune des activités. Il se marie en 1619 avec Anne Vander Straten, et fonde une famille  de neuf enfants, dont trois figurent dans la liste des artistes anversois. Parmi ces enfants, Coryn est cité comme graveur et Pierre  comme peintre,.
Bol Coryn ou Quirin ou Boel né vers 1622 à Anvers, mort en 1688 à Bruxelles est un graveur en taille-douce et à l'eau-forte du XVIIe siècle. École flamande.

Il est le fils d'un marchand et frère du graveur Jean Bol ou Boel. Il est actif à Bruxelles avec David Teniers, à la galerie de tableaux de l'archiduc Léopold-Guillaume. Il grave la plupart du temps d'après les maîtres italiens du XVIe siècle et aussi d'après David Teniers le Jeune,. 

### Neuvième génération
Bol Coryn ou Boel Quiryn né le 25 janvier 1620 à Anvers, on ignore l'époque de sa mort, mais certains tableaux sont datés 1664. C'est un graveur à l'eau-forte et au burin du  XVIIe siècle.

Il est le fils aîné de Jean et l'élève de David Teniers avec qui il travaille longtemps et lui grave un grand nombre de tableaux. Il réside à Bruxelles de 1648 à 1652. Les estampes de ce graveur, surtout celles d'après Teniers, sont très recherchées par les amateurs. On cite parmi elles : la Fête au village, les Joueurs de boules, le Joueur de flûte, le Fumeur, et surtout le Concert de chats, la boutique du barbier, et la suite de six pièces intitulées les Singes.
Bol Pierre ou Pieter ou Boel né le 22 octobre 1622 à Anvers, mort le 3 septembre 1674 à Paris est un peintre de compositions religieuses, sujets allégoriques, animaux, natures mortes, fleurs et fruits. Graveur du XVIIe siècle.  École flamande.

Il est le second fils de Jean Bol éditeur et graveur, et frère de Coryn ou Quiryn. Il est confié à Frans Snyders pour son éducation. Sous ce maître, Pieter devient un excellent peintre d'animaux, d'oiseaux, de fleurs et de fruits. Il se marie une première fois avec la veuve de son maître. Veuf à son tour, il part pour l'Italie pour se perfectionner et il obtient un grand succès à Rome et Gènes. Vers 1650, il se marie à son retour dans sa ville natale avec Marie Blanckaert avec qui il a deux enfants, Luc né en 1651, et Anne-Basilie née en 1653. De nouveau veuf en 1658-59,,,.
Bol Jean Baptiste, l'Ancien ou Boel né le 11 janvier 1624 à Anvers, mort le 18 septembre 1688 est un peintre du XVIIe siècle. École flamande.

Il est le troisième fils du graveur Jean Bol et l'élève de François van Osten en 1640. Maître en 1650. Le 6 juillet 1664, il épouse Anna Bogault, avec qui il a un seul fils qu'il nomme Jean-Baptiste. On lui attribue à Anvers, Vanitas (oiseaux morts, objets, emblèmes), autrefois la propriété de la guilde d'Anvers. Van den Branden prétend que ce tableau est l'œuvre d'un de ses fils portant le même nom ou plutôt de Jean-Baptiste Bol mort en 1689, fils de Pierre Bol qui travaille à Anvers, à qui est attribué par certains auteurs le tableau du musée d'Anvers,. 

### Dixième génération
Bol Balthazar Lucas ou Boel né en 1657 à Anvers, mort en 1702 est un peintre du XVIIe siècle . École flamande.
Il est le fils du peintre animalier Peter Bol et maître en 1676.
Bol Jean-Baptiste ou Boel dit le Jeune, est un Peintre du XVIIe siècle. École flamande.

Il est le fils de Jean-Baptiste Bol l'Ancien, et d'Anna Bogault.

## Biographies
Ces biographies désignent les membres d'une même dynastie d'artistes, sans que les liens les reliant entre eux, soient définis précisément. Ils sont séparés, en attente d'informations à venir.
Boels Louis peintre des XVe et au début du  XVIe siècles. Hollandais.

Il est l'élève de Nicolas Heynderics en 1477, maître en 1485. Actif à Bruges à la fin du XVe et au début du  XVIe siècles. D'après l'assertion de John Weale (en), il est l'auteur de tableaux aujourd'hui attribués à Memling.
Bol Cornelis Ier ou Boel né à Anvers vers 1580, en 1576 selon certains biographes, est un graveur au burin et dessinateur des XVIe – XVIIe siècles. École flamande. La date de sa mort n'est pas mentionnée.

Probablement élève de Jan Sadeler, il en adopte le genre. Il semble avoir voyagé en Hollande, mais certainement en Angleterre. Une bible publiée en 1611 porte un frontispice signé et daté par lui. Il publie à Anvers une série de planches ovales pour les fables d'Otho Vaenius. Il travaille aussi en collaboration de Jode de Gheyn. Cornelis Boel (c1576-C1621) était un dessinateur et graveur flamand.
Bol Ferdinand ou Boel baptisé à Dordrecht le 24 juin 1616, enterré à Amsterdam le 24 juillet 1680 est un peintre de compositions religieuses, sujets allégoriques, portraitiste, graveur et dessinateur du XVIIe siècle hollandais.

C'est l'un des plus grands peintre de cette dynastie, il n'a pas de descendants (artistes) connus. Aucun lien avéré ne permet de  le situer dans cette famille, sans toutefois l'écarter puisque son père se nomme Bol Balthasar, de profession chirurgien. Si sa date de naissance est indécise, certains historiens la fixent à 1610 à Dordrecht. Il vient très jeune à Amsterdam où il travaille sous la direction de Rembrandt, avec qui il se lie d'amitié et auquel il sert de témoin le 30 août 1640. Il obtient en 1652, le droit de cité à Amsterdam et s'y marie une première fois, le 24 octobre 1653, avec Lisbeth Dell, avec qui il a deux fils. Veuf, il se remarie le 10 octobre 1669 avec Anna van Erckel,,.
Bol Cornelis II ou Boel né à la fin du XVIe siècle, mort après 1623 est un peintre et graveur des XVIe – XVIIe siècles.École flamande.

Il est l'élève de Tobias Verhaecht en 1607, et maître à Anvers en 1615.
Bol Jacques III Est un peintre du XVIIe siècle, originaire de Malines. Hollandais.

Il travaille à Amsterdam.
Bol Jacques IV est un peintre du XVIIe siècle. Actif à Anvers en 1659. École flamande.
Bol Philippe Né à Anvers, sa date de naissance n'est pas connue, enterré à Haarlem le 28 mai 1664 est un peintre du XVIIe siècle. Hollandais.

De son œuvre, cinq petits tableaux, datés de 1658 et représentant les sens, sont conservés au Musée de Dijon.
Bol Cornelis III ou Boel, mort le 23 octobre 1666 est un peintre de marines du XVIIe siècle hollandais.

Vraisemblablement originaire de Anvers où il habite, et quitte pour s'installer à Haarlem pour se marier le 22 septembre 1613.
Cornelis Bol (baptisé Anvers 15 juillet 1589, [1] - enterré Haarlem 23 octobre 1666. 
Bol Cornelis IV, est un peintre et graveur à l'eau-forte du XVIIe siècle. Hollandais. 
Il séjourne à Londres lors du grand incendie. Plusieurs de ses tableaux reproduisent les vues des traces laissées par le feu et des bâtiments et les environs de Sulton Place à Surrey, Arundel House, Somerset House, la Tour de Londres, etc. On cite parmi ses gravures, une suite représentant les ports italiens, d'après C. Kaesembrot. Kramm (1797-1875) signale de lui deux planches et de Kellen 1804-1879) trois.